# Семашко, Доминик
Доминик Семашко (16 августа 1878, Вильна — 27 ноября 1932, Каунас) — белорусский и литовский политик.

## Биография
Семашко родился в семье бедных дворян из Расейняй. Он родился в Вильнюсе, хотя в автобиографии он указал Сурдегис как место своего рождения. Учился в Реальной гимназии в Вильнюсе, но был исключен за антицарскую деятельность после того, как вступил в Польскую социалистическую партию. В 1895 году он переехал в Каменское на Днепре в Украине, чтобы работать на фабрике. Там он присоединился к бригаде добровольных пожарных и профсоюзу, защищающему права рабочих. За это его обыскала царская полиция, и в 1898 году он был вынужден бежать во Львов тогдашней Австро-Венгрии. Там он вступил в рабочую организацию Borba (борьба, борьба), был арестован полицией и выслан в Швейцарию. Он закончил курсы пожарных в Биле / Бьенне и техническое училище в Винтертуре в 1902 году. В 1903 году он присоединился к польским социалистам в Лондоне и помог им опубликовать различные революционные брошюры на белорусском языке.
Он вернулся на фабрику в Каменском во время русской революции 1905 года. Он снова вступил в добровольную пожарную часть. Он вернулся в Вильнюс в 1911 году и организовал пожарную команду в Шнипишкес в 1914 году. Семашко сплотил людей в ополчение, чтобы защитить город от хулиганов и пожаров, когда Русская Императорская Армия покинула город. В то же время он отвернулся от польских политических активистов в пользу белорусских и литовских интересов. Он был сотрудником белорусской газеты «Гоман» и был избран в Раду Белорусской Народной Республики в январе 1918 года. Участвовал в провозглашении независимости Белорусской Народной Республики и подготовил проект планы по созданию белорусского университета имени Адама Мицкевича в Минске. 23 апреля 1918 года он участвовал в обсуждениях с Тарибой Литвы относительно территории Литвы и Беларуси после войны и идей о возрождении старого Великого княжества Литовского.
27 ноября 1918 года., Семашко и ещё пять белорусов были кооптированы в Тарибу Литвы. В январе 1919 г. Семашко, как представитель белорусского меньшинства был отправлен Литвой на Парижскую мирную конференцию. Его роль на конференции стала более заметной после того, как белорусская делегация во главе с премьер-министром Антоном Луцкевичем прибыла в Париж летом 1919 года. В середине июня 1919 года Семашко издал меморандум, в котором безоговорочно признавал территории бывших Виленской и Гродненской губерний Литве. Это было явное антибелорусское заявление и означало, что Семашко полностью поддержал независимость Литвы за счет интересов Беларуси. В апреле 1920 г. был направлен представителем Тарибы Литвы на переговоры по советско-литовскому мирному договору. Однако он сыграл минимальную роль и был быстро отозван в Каунас. После выборов в Учредительное собрание Литвы в мае 1920 г. Иосиф Воронка был заменен более пролитовским Семашко на посту министра по делам Беларуси без портфеля. В качестве министра он издавал еженедельный двухстраничный белорусский информационный бюллетень «Погоня» с июля по октябрь 1920 года. Его тираж составил 2 тысячи экземпляров. Он ушёл в отставку в августе 1922 года, но продолжал исполнять обязанности министра до смены кабинета министров в феврале 1923 года. Литовцы не смогли найти подходящую замену, и эту должность временно занял Эрнестас Гальванаускас, который в то же время был премьер-министром и министром иностранных дел. Последние сотрудники министерства были уволены к концу 1923 года.
После 1922 года Семашко отошёл от политики и посвятил свои силы тушению пожаров. Он основал и кратко редактировал ежемесячный журнал Lietuvos gaisrininkas (Литовский пожарный) в 1923 году и опубликовал книгу по технике пожаротушения в 1926 году. Он был специальным консультантом по пожаротушению в Министерстве внутренних дел с 1924 года до своей смерти. Семашко помогал организовывать пожарные части в Каунасе и других местах. За свои старания он был награждён орденом Великого князя Литовского Гедиминаса . Он также был масоном и членом Литовской ложи. Умер в 1932 году от воспаления легких.